# Goo Ha-ra
Goo Ha-ra (구하라?, Gu Ha-raLR, Ku Ha-raMR; Gwangju, 3 gennaio 1991 – Seul, 24 novembre 2019) è stata una cantante e attrice sudcoreana.
Dal 2008 al 2016 ha fatto parte del gruppo musicale Kara formato dalla DSP Media.

## Biografia
Goo Ha-ra nacque il 3 gennaio 1991, a Gwangju, in Corea del Sud. I genitori di Goo si separarono quando lei aveva otto anni, dopo che la madre abbandonò la famiglia. Goo e suo fratello sono stati cresciuti dalla nonna mentre il padre lavorava come operaio edile in giro per il Paese per sostenere la famiglia. Ha frequentato la Woonchun Elementary School e la Jeonnam Middle School, e si è allenata come atleta di atletica leggera per due anni.
Goo arrivò a Seul mentre frequentava la Jeonju Fine Arts High School e partecipò al torneo giovanile della SM Entertainment nel 2005. Successivamente si trasferì alla Dongmyung Girls' Information Industry High School e poi frequentò la Sungshin Women's University. Durante gli anni scolastici lavorava come modella per negozi di abbigliamento online. Nel 2007 fece un provino senza successo per unirsi alla JYP Entertainment.

## Carriera

### 2008-2015: debutto con le Kara e attività in solitaria
Goo si unì al gruppo femminile Kara nel 2008, in seguito all'abbandono di Kim Sung-hee. Nell'ottobre 2009, ha fatto parte del cast del reality show Invincible Youth.
Nel 2011, ha fatto il suo debutto come attrice in City Hunter, nel ruolo di Choi Da-hye, la figlia del presidente della Corea del Sud. Nel novembre 2011, lei e Nicole Jung sono diventate le nuove presentatrici per il programma musicale Inkigayo. Hanno lasciato lo spettacolo il 19 agosto 2012. Il 19 gennaio 2011 fu annunciato che Goo avrebbe rescisso il contratto con la sua etichetta DSP Media insieme ad altri tre membri delle Kara, e che era stata presentata una causa per loro conto. Più tardi quel giorno, fu annunciato che Goo avrebbe interrotto il suo coinvolgimento con la causa e si sarebbe riunita alla compagnia, poiché apparentemente non era pienamente a conoscenza dei dettagli della causa.
Nel 2013, ha collaborato con il musicista e cantautore giapponese Fukuyama Masaharu per registrare una canzone chiamata "Magic of Love" in coreano nell'ambito del gruppo di progetto HARA +. La canzone è stata usata come colonna sonora per la serie TV Galileo, in cui Masaharu ha recitato. Nell'ottobre 2013, è stata nominata ambasciatrice della donazione di sangue per la Hanmaum Blood Bank.
Il suo reality show intitolato On & Off è andato in onda il 29 dicembre 2014 su MBC Music. Nel gennaio 2015, ha iniziato a ospitare le idol Hani delle EXID e Yoon Bo-ra delle Sistar. Nel giugno 2015, pubblicò il suo libro intitolato Nail HARA. Nel luglio 2015, Goo debuttò come solista con l'uscita dell'EP Alohara (Can You Feel It?). Nell'ottobre 2015, Goo partecipò nel programma di varietà Shaolin Clenched Fists.

### 2016-2019: debutto da solista e abbandono dalla DPS Media

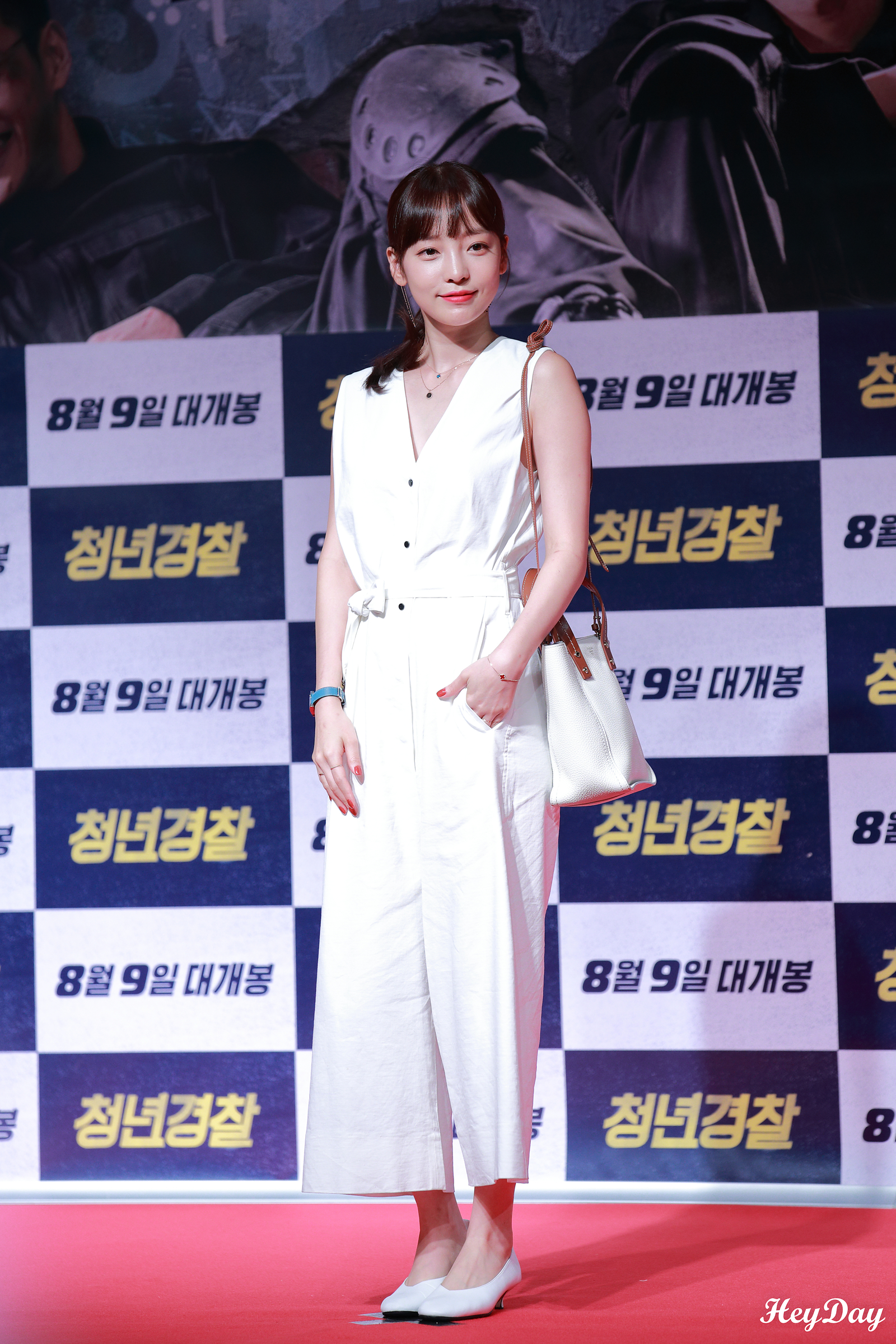
Goo Hara nell'agosto 2017

Il 15 gennaio 2016, Goo lasciò la DSP Media a causa della scadenza del suo contratto con la società, spingendo Kara ad andare in pausa indefinita. Si è poi unita alla KeyEast. Nel dicembre 2016, duettò con Thunder per il suo singolo Sign. Nell'agosto 2017, Goo recitò in un film web intitolato Sound of a Footstep. Nel novembre 2017, Goo si unì allo spettacolo di varietà Seoul Mate.
Nel gennaio 2018, pubblicò una colonna sonora per il drama Jugglers, intitolata On A Good Day. Nell'aprile 2018, presentò il programma My Mad Beauty Diary. A luglio, è stata nominata ambasciatrice onoraria per il 6º Animal Film Festival. Nell'agosto 2018, Goo ha debuttato come solista in Giappone, pubblicando il brano Wild.
Dopo una pausa nella prima metà del 2019, Goo ha annunciato nel mese di giugno di aver firmato con Production Ogi per continuare le sue attività in Giappone. Goo aveva già goduto di popolarità in Giappone quando le Kara erano ancora attive, avendo partecipato al 62° NHK Kōhaku Uta Gassen. L'ultima pubblicazione di Goo prima della sua morte è stato il maxi singolo Midnight Queen, uscito nel settembre 2019. Ha anche intrapreso un mini tour, intitolato Hara Zepp Tour 2019: Hello, per promuovere l'album. Il tour prevedeva quattro date in tutto il Giappone a novembre 2019, concludendosi il 19. Goo ha avuto una carriera da solista di successo in Giappone ed è stata ben accolta dai suoi fan giapponesi durante il mini tour.

## Vita privata

### Questioni legali con Choi Jong-Bum
Goo iniziò a frequentare il parrucchiere Choi Jong-Bum dopo che i due si sono incontrati per la prima volta sul set del programma televisivo di bellezza My Mad Beauty Diary. Verso l'una di notte del 13 settembre 2018, Choi, ubriaco, fece irruzione in casa di Goo mentre lei dormiva e iniziò una discussione che sfociò in una violenta aggressione, quando avrebbe cercato di lasciarla. La polizia è arrivata a casa di Goo dopo che Choi l'ha denunciata per aggressione. Goo ha affermato che l'incidente era bilaterale e poi entrambi hanno pubblicato su Internet le immagini delle loro ferite per spiegare la loro versione dei fatti. Il 17 settembre, in un'intervista rilasciata al tabloid coreano Dispatch, Goo ha affermato che la lite è iniziata perché aveva pranzato con un conoscente maschio, cosa che ha scatenato la gelosia di Choi.
Dopo l'incidente, Goo è stata sottoposta a visita medica e le è stata riscontrata un'emorragia uterina e vaginale; le sono state inoltre diagnosticate una distorsione cervicale, contusioni e distorsioni facciali, contusioni e distorsioni della parte inferiore della gamba e una distorsione all'avambraccio destro.  In seguito, Goo fece causa al suo ex fidanzato per aver caricato una sua foto di nudo senza il suo consenso. Goo ha portato avanti la causa nonostante il consiglio iniziale dei suoi avvocati di mantenere il riserbo per evitare reazioni negative da parte dell'opinione pubblica.
Nella prima udienza del processo tenutasi il 18 aprile 2019, a Choi sono state presentate le accuse di aver filmato un video a sfondo sessuale, lesioni, intimidazione, coercizione e danneggiamento della proprietà. Choi tuttavia ha respinto tutte le accuse, eccetto quella di distruzione di proprietà. Il 26 maggio 2019, Goo ha tentato il suicidio nel suo appartamento ed è stata immediatamente portata in ospedale, dopodiché si è scusata per aver preoccupato i suoi fan. Di conseguenza, Goo non si è presentata alla seconda udienza del processo, il 30 maggio 2019. Inizialmente avrebbe dovuto comparire come testimone in tribunale.
Nella terza udienza del 18 luglio 2019, il giudice presidente, Oh Duk-Shik, ha richiesto che il video fosse presentato come prova alla corte poiché il contenuto del video era contestato. Dopo le obiezioni degli avvocati di Goo sulla possibilità che il pubblico potesse vedere il video in tribunale, il giudice ha visionato il video privatamente nella sua camera per confermarne il contenuto. Inoltre, Goo ha testimoniato in privato con il giudice per due ore.
Choi fu condannato ad un anno e mezzo di carcere e tre anni di libertà vigilata durante il primo processo tenutosi nell'agosto 2019, dopo essere stato incriminato per minacce, coercizione, ferimento e distruzione degli effetti personali di Goo. È poi stato assolto dall'accusa di aver filmato il video a sfondo sessuale senza autorizzazione, poiché il tribunale ha stabilito che era stata Goo a filmare il video da sola. Dopo che la notizia riguardante il video è diventata pubblica, Goo è stata oggetto di molestie online sui social media, nonostante fosse vittima di un reato.
Dopo la chiusura dell'appello contro la pena sospesa, il 2 luglio 2020, Choi è stato condannato a un anno di prigione; il tribunale ha affermato che Choi "era ben consapevole che il danno sarebbe stato molto grave se i video a sfondo sessuale fossero trapelati, dato che la vittima era una celebrità famosa". L'8 luglio 2020, il team dell'accusa ha presentato ricorso alla Corte Suprema per ottenere una pena più severa. Il 23 settembre Choi ha chiesto la libertà su cauzione in attesa della decisione della Corte Suprema in merito all'appello dell'accusa, fissato per il 15 ottobre. La Corte Suprema ha negato la sua libertà su cauzione affermando: "Non vi è alcuna ragione significativa per concedere la libertà su cauzione a Choi Jong-Bum. Questa decisione è stata presa con il consenso dei giudici della Corte Suprema coinvolti". La condanna è stata confermata il successivo 15 ottobre.

### Pressione mediatica e molestie
Durante la sua carriera da idol, Goo è stata oggetto di una crescente ondata di commenti d'odio da parte del pubblico coreano, volti a costringerla a conformarsi a un rigido codice morale e a svalutare la sua immagine pubblica. I suoi detrattori hanno utilizzato la casella dei commenti della pagina social di Goo per criticare la sua "personalità terrificante" e hanno continuato a definire Goo "di bassa qualità". Il 5 gennaio 2010, durante un'apparizione al reality show Strong Heart, Goo ha ammesso di essersi sottoposta ad un intervento di chirurgia estetica facciale dentale minore. Ha affermato di avere sempre avuto palpebre doppie, ma ha subito un intervento chirurgico per renderle più definite. Queste dichiarazioni scaturirono una serie di polemiche.
I molteplici commenti d'odio sono il prodotto dell'aspettativa di purezza e castità femminile che pervade la società sudcoreana. Goo ha ricevuto continui commenti d'odio sul suo video esplicito dopo che la lite con il suo ex fidanzato è diventata pubblica. Poco dopo, l'agenzia che gestiva la carriera solista di Goo decise di non rinnovarle il contratto. Sia Goo che la sua amica Sulli, morta anch'essa suicida, videro la loro vita privata sotto un intenso scrutinio pubblico, lavorando in un settore in cui agli idol non è solitamente permesso uscire con qualcuno.
Il cantante e presentatore coreano Kim Hee-chul, amico intimo di Goo e Sulli, ha spiegato durante un programma televisivo come i commenti d'odio siano scritti sia da uomini che da donne e come, dopo la morte di Sulli e Goo, i commentatori abbiano iniziato ad attribuire la colpa dei suicidi al sesso opposto.

## Morte e commemorazione
Il 24 novembre 2019 è stata trovata morta nella sua casa a Cheongdam-dong, nel distretto di Gangnam. La polizia ha in seguito avviato un'indagine sulla causa del decesso, attribuita ad un suicidio. La polizia ha trovato una lettera di suicidio scritta da Goo, e ha concluso che non c'era stato alcun atto criminale, poiché è stata vista nelle riprese della CCTV mentre tornava a casa alle 12:40, senza altri visitatori eccetto la governante che ha trovato il suo corpo alle 18:00 dello stesso giorno. L'autopsia non è stata eseguita dopo che la polizia ha consultato il procuratore responsabile e ha preso in considerazione la richiesta della famiglia. Il corpo fu consegnato alla sua famiglia il 26 novembre. La morte di Goo è avvenuta poco più di un mese dopo la morte della sua cara amica Sulli.
Il funerale di Goo si è tenuto in forma privata al Gangnam Severance Hospital, tenuto da familiari e amici, mentre un servizio commemorativo separato per i fan si è svolto il 25 e 26 novembre presso l'ospedale St. Mary's dell'Università Cattolica della Corea a Gangnam. Il 27 novembre, il suo corpo è stato cremato e i suoi resti sono stati custoditi nello Skycastle Memorial Park a Bundang, nella provincia di Gyeonggi.
Nell'aprile 2020, si è scoperto che una cassaforte contenente documenti e vecchi cellulari era stata rubata dalla casa abbandonata di Goo. Una denuncia alla polizia è stata presentata il mese successivo. Nel 2024, il fratello maggiore di Goo Hara, Goo Ho-in, rivelò in un'intervista televisiva i dettagli del furto, affermando che un uomo non identificato si era introdotto in casa sua il 14 gennaio 2020. Durante l'intervista venne mostrata anche un'immagine composita dell'uomo non identificato, generata dall'intelligenza artificiale. Il composito generato dall'intelligenza artificiale ha portato gli internauti a identificare erroneamente una celebrità come colpevole.

## Discografia

### Da solista

#### EP
- 2015 – Alohara (Can You Feel It?)
- 2018 – Wild
- 2019 – Midnight Queen[102]

### Con le Kara
- 2007 – The First Blooming
- 2009 – Revolution
- 2010 – Girl's Talk
- 2011 – Step
- 2011 – Super Girl
- 2012 – Girls Forever
- 2013 – Fantastic Girls
- 2013 – Full Bloom
- 2015 – Girl's Story

## Filmografia
- Hieoro – serie TV (2009)
- Urakara – serie TV, 1 episodio (2011)
- Siti hyunteo – serie TV, 16 episodi (2011)
- Kara: The Animation – miniserie TV, 1 episodio (2013)
- Garireo – serie TV, 2 episodi (2013)
- Secret Love – miniserie TV, 1 episodio (2014)
- Gwaenchanh-a, sarang-i-ya (괜찮아, 사랑이야?) – serie TV (2014)
- A Style for You – serie TV (2015)

## Riconoscimenti
| Anno | Evento                        | Premio                | Ricevente              | Risultato       | Fonti   |
| ---- | ----------------------------- | --------------------- | ---------------------- | --------------- | ------- |
| 2010 | KBS Entertainment Award       | Best Female MC Award  | Invincible Youth       | Vincitore/trice | [ 103 ] |
| 2011 | 5th Mnet 20's Choice Award    | Hot Campus Girl       | N.D.                   | Vincitore/trice |         |
| 2011 | SBS Drama Awards              | New Star Award        | City Hunter            | Vincitore/trice | [ 104 ] |
| 2013 | '50th' Savings Day            | Saving Award          | N.D.                   | Vincitore/trice | [ 105 ] |
| 2015 | 2015 Korean Nail Star Award   | Singer Category Award | Nail Hara              | Vincitore/trice |         |
| 2015 | 2015 SBS Entertainment Awards | Best Challenge Award  | Shaolin Clenched Fists | Vincitore/trice |         |
| 2015 | 2015 SBS Entertainment Awards | Best Teamwork Award   | Shaolin Clenched Fists | Vincitore/trice |         |